# Péniaphobie
La péniaphobie ou peniaphobie ou inquiétude financière (du grec ancien : πενία signifiant « pauvreté » et φόβος signifiant « peur ») est une phobie caractérisée par une anxiété de manquer de ressources financières, une peur de la pénurie et de sombrer dans la pauvreté, assez forte (et souvent non rationnelle) pour être psychiquement handicapante.

## Éléments de définition
Cette peur, souvent alimentée par des pressions sociales et professionnelles, se traduit par une inquiétude constante de manquer d'argent dans le futur. Elle peut entraîner des comportements d'évitement ou des stratégies de surcompensation,,. Des évènements de type catastrophes économiques, où les gens perdent leur emploi et/ou leur maison peuvent provoquer ou exacerber cette phobie. « Une personne souffrant de cette peur peut penser que son manque d'épargne pourrait lui faire perdre tout ce pour quoi elle a travaillé ».
Hamzah et Lau (2011) se demandent dans quelle mesure la péniaphobie pourrait pousser certaines personnes vers la petite ou grande criminalité. Les études scientifiques montrent que les liens entre les indicateurs de pauvreté (faible revenu, chômage, absence de revenu) et les taux de criminalité au niveau régional ou communautaire sont complexes (ni linéaires, ni directement causaux) : la pauvreté, dans certains contextes peut créer un environnement propice à la délinquance (en réduisant les opportunités et en renforçant un sentiment d'injustice) mais elle ne suffit pas à elle seule à expliquer le développement de comportements criminels qui peuvent toucher toutes les couches sociales. D'autres facteurs contextuels (accès à l'éducation, cohésion sociale, dynamiques familiales, qualité des politiques publiques…) jouent aussi un rôle déterminant dans la genèse des conduites délinquantes. En outre une enfant, adolescent ou jeune adulte vivant dans une famille ou un environnement riche peut aussi craindre de manquer d'argent plus tard.

## Peniaphobie, réseaux sociaux et guerres d'influence
Depuis 2016, la guerre hybride moderne et certains groupes politiques, notamment des think tanks (généralement libertariens de droite), exploitent l'intelligence artificielle et les réseaux sociaux pour renforcer leurs stratégies d'influence linguistiques, mentales, informationnelles et numériques. Comme l'ont révélé en 2018 plusieurs lanceurs d'alerte ainsi que les documents issus du  scandale Facebook-Cambridge Analytica-AggregateIQ, ces acteurs manipulent massivement et subtilement la conscience des individus et de la société, en s'appuyant sur la déstabilisation géopolitique ou politique, le lobbying ou la propagande politique. Ils orchestrent pour cela des campagnes de désinformation à grande échelle dans les médias et réseaux sociaux, appuyées par la publicité numérique, de fausses informations construites et diffusées via des officines spécialisées ou des « usines à trolls », et exploitent des bots et l'intelligence artificielle pour générer, diffuser et amplifier des contenus viraux visant à manipuler l'opinion publique ; des « messages de soft power négatif », sont par exemple conçus pour activer les peurs naturelles de l'être humain. 
Créer ou entretenir de la péniaphobie est l'une des stratégies de la « guerre cognitive », terme défini comme « manière d’utiliser la connaissance dans un but conflictuel ». Celle-ci met l’accent sur l’usage offensif de la connaissance dans un certain type de rapport de forces[C'est-à-dire ?],,, qui vise à « agir sur le cerveau de l'adversaire »,. Elle tente pour cela de manipuler les émotions, notamment en accentuant la peur naturelle, humaine, « de manquer », qui s'est trouvée par exemple exacerbée lors de la  pandémie de Covid-19, tout en faisant, dans le même temps, de la richesse individuelle un idéal ou un modèle, et donc par contraste, en faisant de la pauvreté un stigmate social négatif. Il s'agit de l'un des moyens de dégrader la confiance dans les autres et la vie en société, qui contribue à augmenter l'anxiété des individus, particulièrement des jeunes, en exploitant médiatiquement des notions d'insolvabilité financière, de crises économiques imminentes, de pénurie alimentaire et de défaillances du marché du travail afin d'engendrer des protestations sociales, de modifier les perceptions collectives de l'argent et de la consommation, d'exacerber les confrontations idéologiques duales (riches/pauvres, Nord/Sud, Est/Ouest, droite/gauche, etc.). Sur les réseaux sociaux, la diffusion rapide d'informations alarmistes vraies et surtout fausses accentue cette péniaphobie chez les jeunes, influençant négativement leur état psychologique et favorisant l'adoption de conduites à risque.

## Traitement de la péniaphobie
Le traitement de cette phobie, comme pour les autres phobies, repose souvent sur la psychothérapie cognitive et comportementale, qui aide à identifier et à corriger les schémas de pensée négatifs contribuant à cette peur de la précarité.